# リシュリュー (戦艦)
リシュリュー (Richelieu) はフランス海軍の戦艦。リシュリュー級の1番艦。同級中、「リシュリュー」のみが第二次世界大戦中に完成し就役している。艦名は17世紀の政治家であるリシュリュー枢機卿に因む。

## 艦歴
1935年10月22日、ブレスト海軍工廠のル・サルー第四ドックで起工された。大型でドックに収まらないため、艦首部8メートルと艦尾部43メートルは後から追加された。建艦競争に対するイギリスの懸念表明や労働争議の影響で建造は遅れ、進水は1939年1月17日となった。
第二次世界大戦が勃発すると建造が急がれたが、1940年5月にドイツ軍がフランスに侵攻を開始した時点でもまだ完成していなかった。主砲搭載が終わった6月4日にはダンケルクが陥落した。ドイツ軍が迫る中、「リシュリュー」はダカール行きを命じられた。当初はイギリスへ脱出する予定であったが、艦艇をドイツとの交渉材料にとの考えにより目的地は変更された。
「リシュリュー」は1940年6月19日にブレストからダカールへ向けて出航した。「リシュシュー」はカサブランカ沖までは駆逐艦「フグー」と「フロンデュール」に護衛され、そこからは駆逐艦「フルーレ」によって護衛されて6月23日にダカールに到着した。この時「リシュリュー」には主砲用の発射薬は約50発分しか積まれていなかった。航行中には主缶が故障するといったこともあった。
「リシュリュー」のマルザン艦長はダカールよりカサブランカの方が安全であると考え、6月25日に「リシュリュー」は「フルーレ」を伴って出航した。しかし、マルザンはダカールへ戻るように命じられる。ダカール沖まで戻ったところで「リシュリュー」は金塊運搬船団との合流を命じられたが、それとの会合に失敗し、6月28日にダカールに戻った。

### ダカールでの戦闘
フランスとドイツの休戦後、イギリスは北アフリカのフランス艦隊を攻撃。それを受けてダカールでも対応がとられた。「リシュリュー」はゴレ島の西に碇泊して両側が陸地によって守られるようにされ、雷撃機による攻撃対策として両側に貨物船などが配置された。
イギリス側は空母「ハーミーズ」などがダカールを監視し、7月7日には最後通牒を発して降伏を求めた。7月8日未明、「リシュリュー」は「ハーミーズ」より発進したソードフィッシュ雷撃機6機の攻撃を受け、魚雷1本が右舷後方に命中した。水深が浅い場所であったため、海底で反射した衝撃によって被害が増大した。右舷側のシャフトが被害を受けたことで使用できるのは実質的に左舷側の2軸のみとなり、また竣工したばかりで水密性が不完全であったため浸水が止められなかった。方位盤なども破損したため、2番主砲塔と首尾線上の副砲塔のみ人員が配置された。
8月下旬、シャルル・ド・ゴールの自由フランス軍とイギリス軍によるダカール攻略作戦（メナス作戦）が開始される。作戦部隊は9月23日にダカール沖に現れた。ダカール側の姿勢は強硬で自由フランス側は上陸できず、イギリス艦隊とダカール側との間で戦闘となった。
9月24日朝、空母「アーク・ロイヤル」搭載機による攻撃で「リシュリュー」は爆撃を受けたが命中せず、攻撃側はスクアとソードフィッシュ各3基を失った。続いて「リシュリュー」はイギリス戦艦と砲火を交わし、副砲が「バーラム」に命中弾を与えた。
9月25日も戦闘は続いたが、戦艦「レゾリューション」がフランス潜水艦の攻撃で被雷したことにより戦闘は終了に向かう。しかし、その前に「リシュリュー」には「バーラム」の主砲弾が命中した。食堂などが破壊され、装甲帯がゆがんだが、死傷者は出なかった。
戦闘中、「リシュリュー」二番砲塔の砲3門で腔発が発生した。これは、熱帯では試算より爆発の圧力が大きくなったことが原因であった。装薬の不足を補うため現地にあった戦艦「ストラスブール」用の装薬で作られた代用品ではこの問題は起きなかったが、こちらは装薬の威力不足のため砲口初速が低下し、射撃管制装置とも合わないため役に立たなかった。
戦闘後、修理が開始された。被雷による損傷の修理には囲い堰が用いられた。船体に関しての作業は1941年3月27日に完了し、4月24日には水密性が保たれているかの確認のため囲い堰に水が満たされ、それから囲い堰は撤去された。

### 連合国軍で

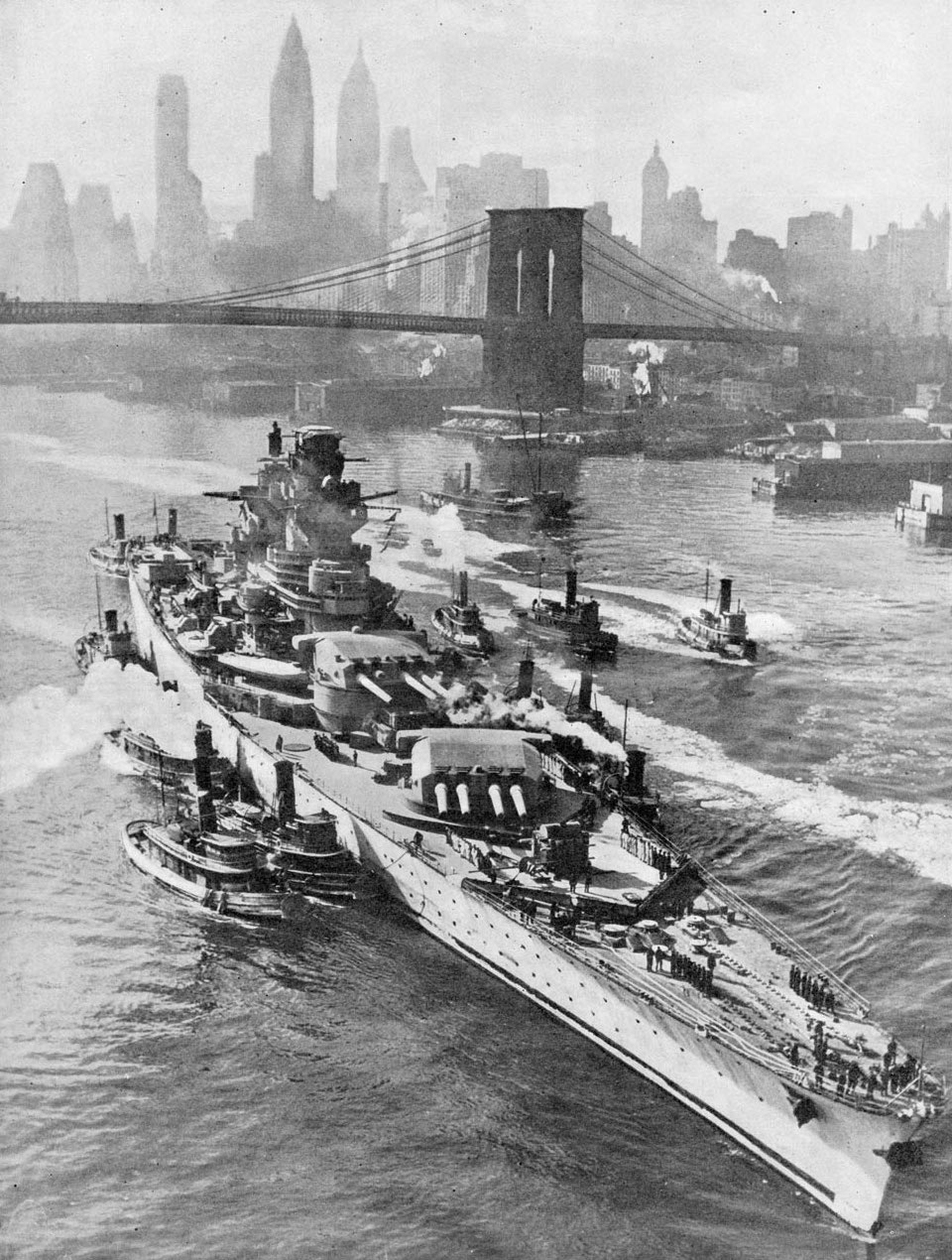
ニューヨークに到着した「リシュリュー」

アフリカのフランス陸海軍は1942年11月に連合国軍に参加した。前述の戦闘で損傷した「リシュリュー」はニューヨーク海軍工廠で完工工事及び改修を受けるため1943年1月30日にダカールを出航した。改修は1943年10月10日に完了した。改修内容は、当初装着されていたオチキス37mm機関砲および13.2mm機銃に替えて、アメリカ式の対空兵装の装備（40mmボフォース対空機関砲四連装14基、20mmエリコン機銃単装48基）が行われた。また、「リシュリュー」の主砲弾を製造するため、特別の工場ラインが建造された。「リシュリュー」は10月14日にメルセルケビールに向けて出航し、続いてスカパ・フローに向かい、11月20日に到着した。

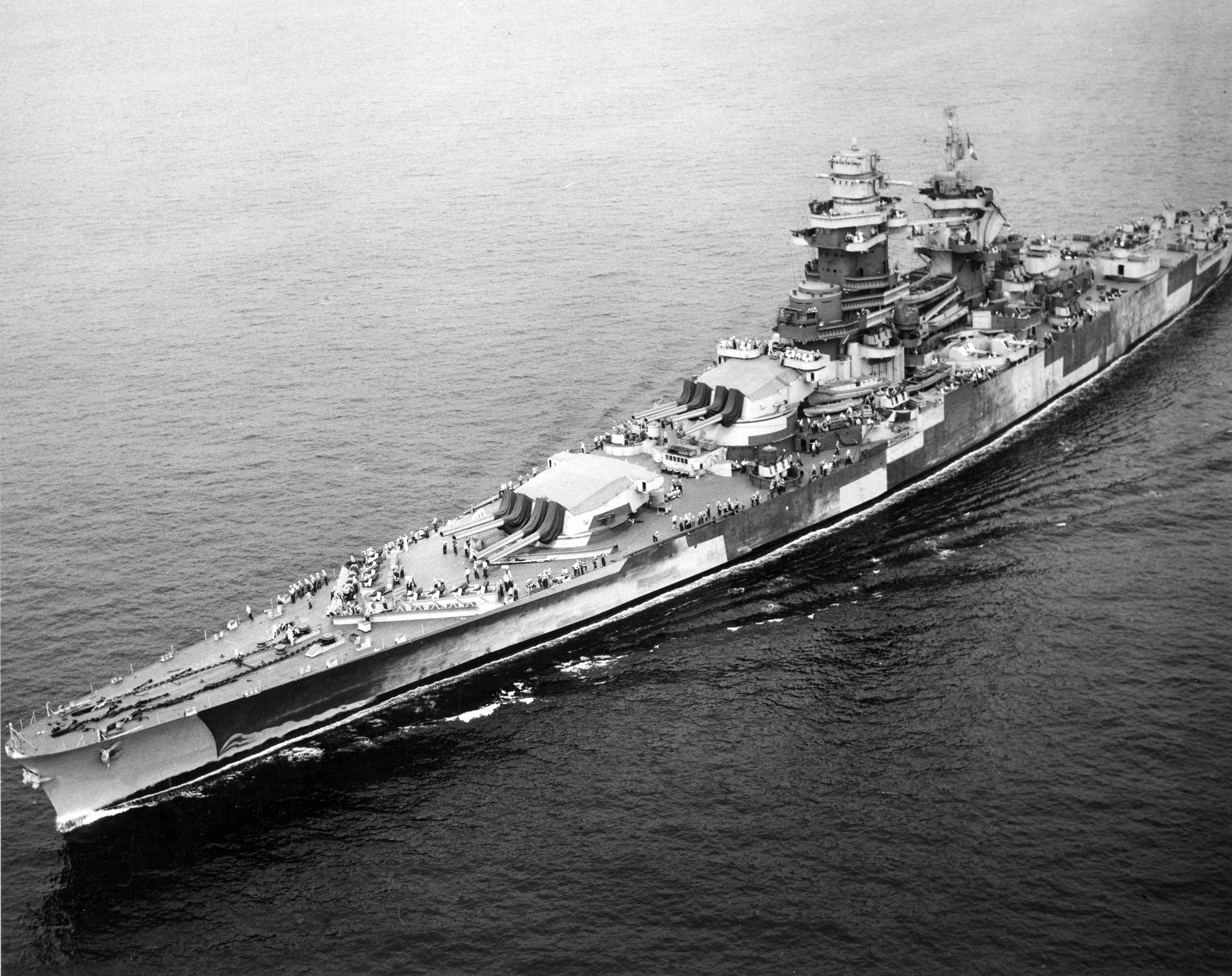
インド洋で行動する「リシュリュー」。副砲用測距儀1基を撤去し、レーダーアンテナを装備している。

「リシュリュー」は1943年11月から1944年3月イギリス本国艦隊に所属した。1944年2月10日から12日にはポストホーン作戦に参加した。これは空母「フューリアス」搭載機によるノルウェー北部でのドイツ船舶攻撃であった。2月後半にももう一度同様の作戦（ベイリーフ作戦）に参加したが、この時は駆逐艦の衝突事故のため延期となり、最終的に作戦は中止となった。
1944年3月、「リシュリュー」はイギリス海軍東洋艦隊に配属された。「リシュリュー」はスエズ運河経由でインド洋へ向かい、4月10日にトリンコマリーに到着した。「リシュリュー」は4月はコックピット作戦（サバン空襲）、5月はトランサム作戦（スラバヤ空襲）、6月はペダル作戦（ポートブレア空襲）に参加した。7月、「リシュリュー」はクリムズン作戦に参加し、25日に他の戦艦などと共にサバン砲撃を行った。
9月、「リシュリュー」は整備のためインド洋を離れた。「リシュリュー」は10月10日にカサブランカへ到着して整備などを受けた後、1945年3月20日にトリンコマリーに戻った。インド洋に戻った「リシュリュー」は4月から5月にかけてサンフィッシュ作戦とビショップ作戦に参加した。サンフィッシュ作戦では4月11日にサバンを砲撃し、ビショップ作戦では4月29日から5月2日にかけてカーニコバル島やポートブレアを砲撃した。続いて日本海軍の重巡洋艦「羽黒」の迎撃作戦（デュークダム作戦）に参加したが、「リシュリュー」は「羽黒」撃沈には関与しなかった。「羽黒」は5月16日のペナン沖海戦で駆逐艦部隊によって撃沈された。
「リシュリュー」は7月18日から8月10日までダーバンに滞在し、その間にドック入りして修理を受けた。そして、「リシュリュー」は日本の降伏後に「トリンコマリー」に帰還した。9月に「リシュリュー」はイギリス軍のマレー半島再占領を支援した。この任務期間中の9月9日に「リシュリュー」は磁気機雷に接触し損傷したが軽微であった。

### 戦後
1945年9月後半、「リシュリュー」は第一次インドシナ戦争においてフランス領インドシナへの兵員輸送船を護衛し、沿岸目標への砲撃を行った。12月29日に「リシュリュー」はフランスへ向けて出航し、1946年2月11日にトゥーロンに到着した。
1946年にはイギリスとポルトガルへの訪問を行い、1947年4月および6月には大統領のアフリカ植民地訪問に使用された。その後1948年10月16日まで本国に留まり、予備役艦として修理および砲術訓練が行われた。

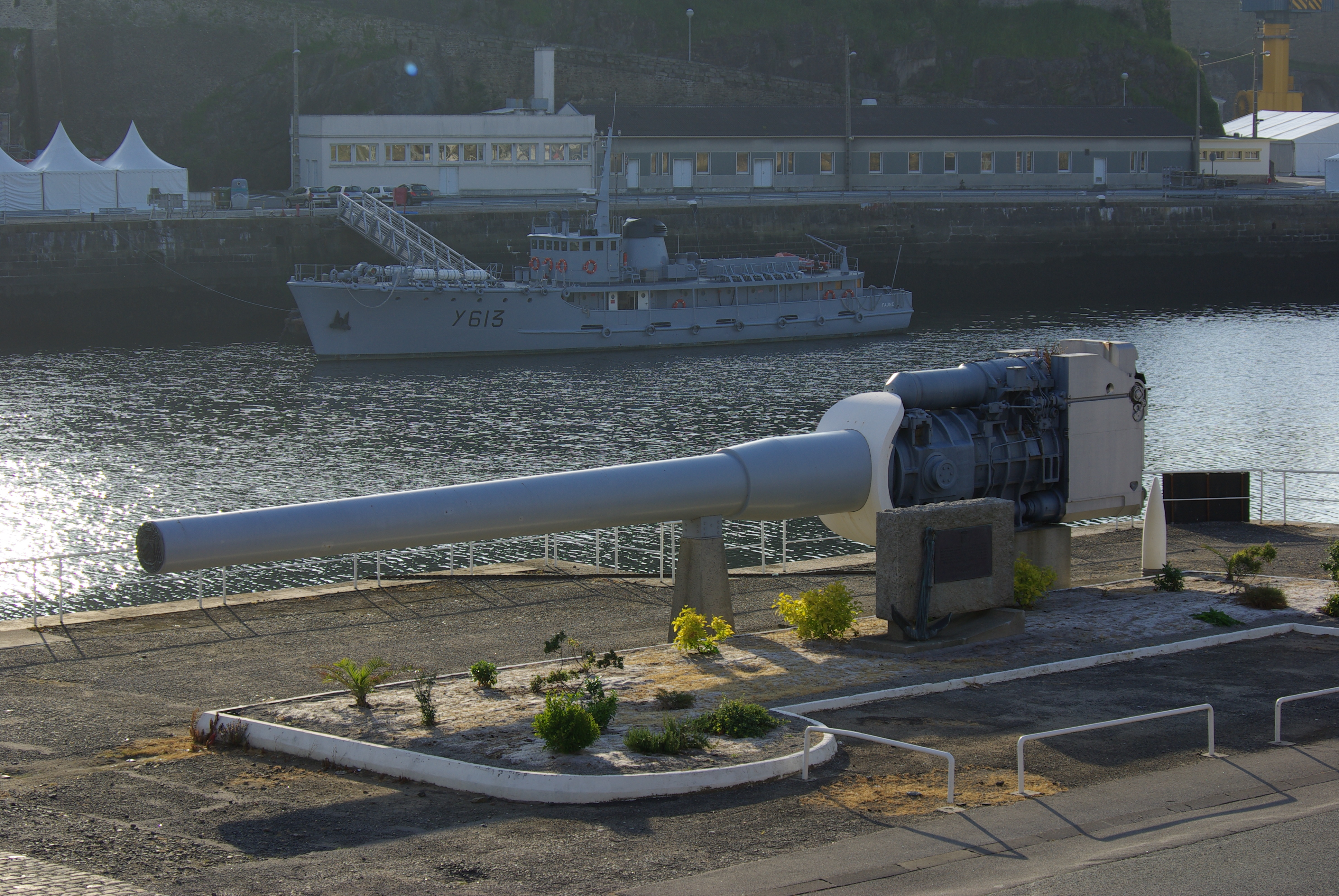
現存するリシュリューの主砲。

1956年5月25日から「リシュリュー」はブレストにおいて設備船として使用され、1958年に予備役となる。「リシュリュー」は1968年1月16日に Q432 と改名された。その後1968年9月にジェノヴァの Cantieri Navali Santa Maria によって解体された。現在、ブレスト港のルクーヴランス橋近くの海軍基地敷地内に「リシュリュー」の主砲1門が展示されている。